# MAR-240
MAR-240 (skrót. od ang. Medium Artillery Rocket caliber 240 mm) – izraelska wieloprowadnicowa wyrzutnia rakietowa powstała po wojnie sześciodniowej. Konstruckja opiera się na podwoziu i kadłubie czołgu M4A3 Sherman z zamontowaną sowiecką wyrzutnią rakiet BM-24.
W trakcie wojny sześciodniowej (1967) armia izraelska zdobyła wyrzutnie rakiet BM-24 radzieckiej konstrukcji, które znajdowały się na wyposażeniu armii egipskiej. Początkowo wyrzutnie zostały przyjęte na stan Sił Obronnych Izraela bez modyfikacji. Izrael rozpoczął nawet produkcję własnych pocisków 240 mm do tych wyrzutni. Z czasem podjęto decyzję o modyfikacji uzbrojenia. Wykorzystano podwozia i kadłuby posiadanych czołgów M4A3 Sherman, na którym w miejsce wieży zamontowano wyrzutnię BM-24. Wyrzutnia była zamontowana i obsługiwana przez zaprojektowany przez Israel Military Industries wysięgnik hydrauliczny.
Długość pojazdu wynosiła 6,26 m, a szerokość 2,99 m. Grubość przedniego pancerza wynosiła 63 mm, pancerzy bocznych 38 mm, tylnego 38 mm, a grubość spodniego pancerza 18 mm. Pojazd ważył 29 t i był napędzany silnikiem Diesla Cummins V-8 o mocy 460 KM. MAR-240 mógł rozwijać prędkość maksymalną 45 km/h. Zamiast wieży na górze kadłuba zamontowana była wyrzutnia BM-21, która obsługiwana była przez specjalne hydrauliczne ramię. Mogła ona wystrzeliwać 36 pocisków kal. 240 mm.
Wyrzutnie kalibru 240 mm zostały wykorzystane podczas wojny Jom Kipur (1973) podczas ostrzału sił syryjskich w „Dolinie Łez” na Wzgórzach Golan.